# Dinarthrum martius
Dinarthrum martius är en nattsländeart som beskrevs av Malicky och Chantaramongkol 1994. Dinarthrum martius ingår i släktet Dinarthrum och familjen kantrörsnattsländor. Inga underarter finns listade i Catalogue of Life.